# Bactrocera morobiensis
Bactrocera morobiensis är en tvåvingeart som beskrevs av Drew 1989. Bactrocera morobiensis ingår i släktet Bactrocera och familjen borrflugor. Inga underarter finns listade.